# アメリカ合衆国憲法修正第1条
アメリカ合衆国憲法修正第1条（アメリカがっしゅうこくけんぽうしゅうせいだい1じょう、英: First Amendment to the United States Constitution）は、アメリカ合衆国憲法で定められている条項で、国教の樹立を禁止し、宗教の自由な行使を妨げる法律を制定することを禁止した。
また、表現の自由、報道の自由、平和的に集会する権利、 請願権を妨げる法律を制定することを禁止している。
これは1791年12月15日、権利章典を構成する10の修正の1つとして採択された。

## 概要
権利章典は元々は憲法上の批准に対する反フェデラリストへの対抗を援助するために提案された。当初、修正第1条は、アメリカ合衆国議会で制定された法律にのみ適用され、条項の多くは今日より狭く解釈された。合衆国最高裁判所は、ギトロー対ニューヨーク州事件（1925年）以来、アメリカ合衆国憲法修正第14条の適法手続条項を通じて、修正第1条を州に適用した。
エバーソン対教育委員会事件（1947年）では、裁判所はトーマス・ジェファーソンの書簡を用いて、この分離の正確な境界が紛争しているにもかかわらず、「教会と州の分離の壁」を求めた。20世紀と21世紀の一連の裁判では、政治的発言、匿名の発言、政治資金、ポルノグラフィ、学校演説などの様々な形態を保護し、 これらの判決はまた、修正第1条による保護における一連の例外を定義した。

## 文章
1791年に採択された修正案は次のようになっている。
連邦議会は、国教を樹立し、若しくは信教上の自由な行為を禁止する法律を制定してはならない。また、言論若しくは出版の自由、又は人民が平穏に集会し、また苦痛の救済を求めるため政府に請願する権利を侵す法律を制定してはならない。